# 珀通
珀通（法語：Peuton，法語發音：[pøtɔ̃]）是法国马耶讷省的一个市镇，属于贡捷堡区。

## 地理
珀通（47°53'6"N, 0°49'20"W）面积10.58 平方千米，位于法国卢瓦尔河地区大区马耶讷省，该省份为法国西北部内陆省份。
与珀通接壤的市镇（或旧市镇、城区）包括：克莱讷圣戈、科姆、马里涅珀通、桑普莱、拉罗什讷维尔。

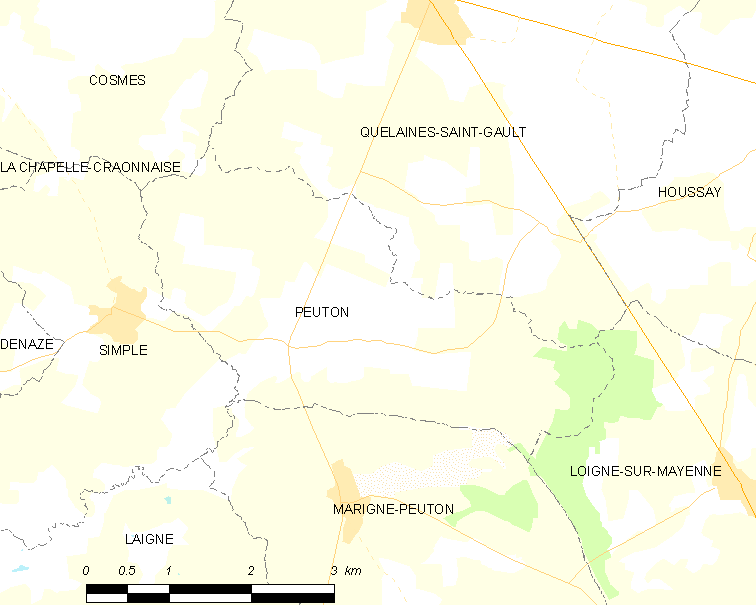
珀通的OSM定位图

珀通的时区为UTC+01:00、UTC+02:00（夏令时）。

## 行政
珀通的邮政编码为53360，INSEE市镇编码为53178。

## 政治
珀通所属的省级选区为马耶讷河畔贡捷堡第二县。

## 人口

1962-2008年间珀通人口变化图示

珀通于2022年1月1日时的人口数量为228人。